# Symplectoscyphus hozawai
Symplectoscyphus hozawai is een hydroïdpoliep uit de familie van de Sertulariidae. De poliep komt uit het geslacht Symplectoscyphus. Symplectoscyphus hozawai werd in 1931 voor het eerst wetenschappelijk beschreven door Eberhard Stechow. 